# 榎本月海
榎本 月海（えのもと るみ、2009年3月16日 - ）は、日本のファッションモデル。静岡県出身。
エイベックスマネジメント所属。
第25回ニコラモデルオーディショングランプリ。初登場号は2021年10月号。